# 電子工業出版社
電子工業出版社（でんしこうぎょうしゅっぱんしゃ）は中華人民共和国の出版社。1982年10月、工業和信息化部の下部組織として設立され、新書を毎年1900種以上、電子出版物を約400種、定期刊行物も8種出版している。

## 定期刊行物
- 『中国信息化』
- 『中国新通信』
- 『数字通信世界』
- 『今日電子』
- 『電子与電脳』
- 『数字娯楽技術』
- 『電漫』
- 『中国科技文献』